# 鱼皮大衣

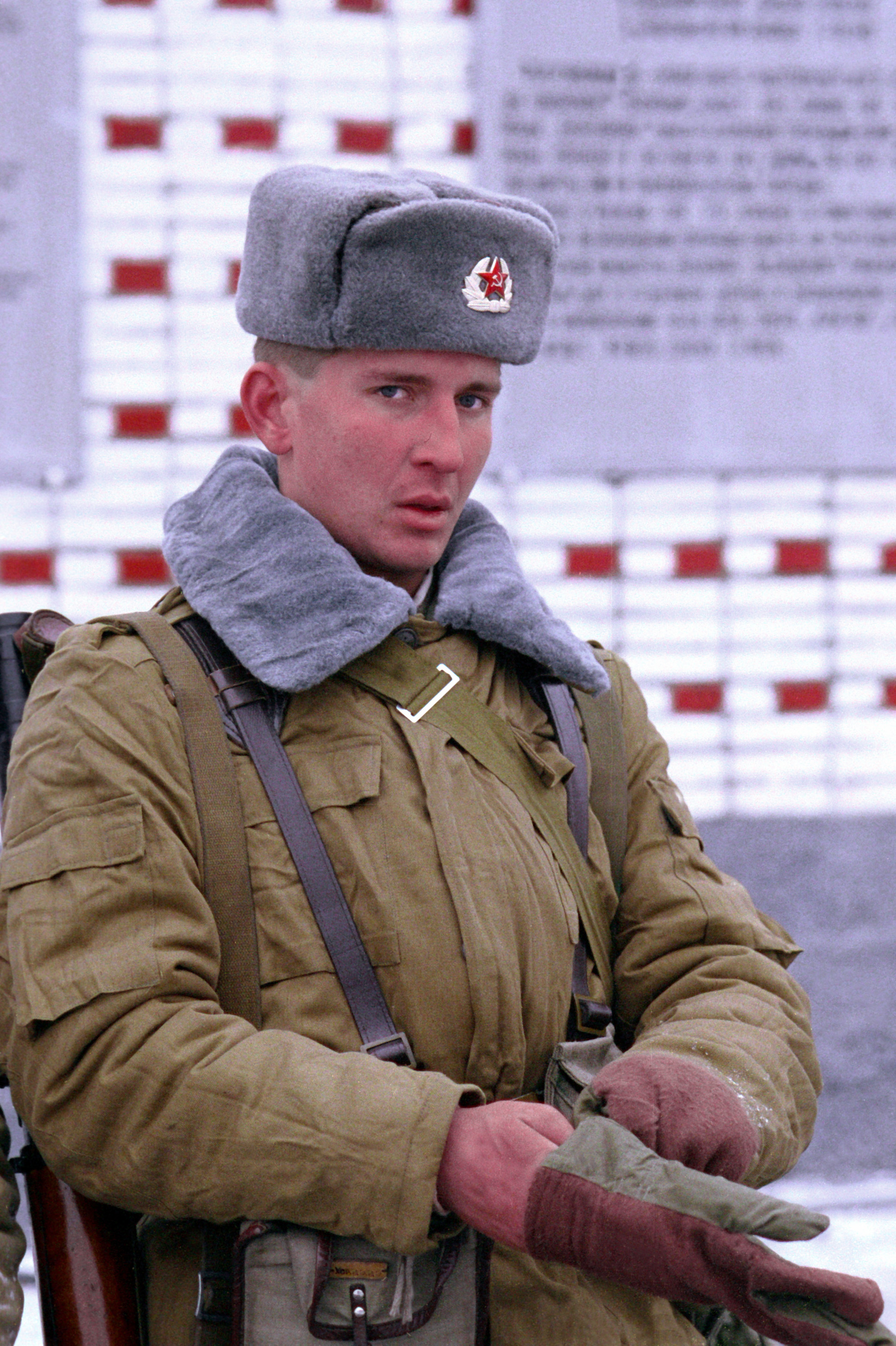
身穿阿富汗卡军服冬装，头戴护耳冬帽的俄罗斯军人（1992年1月）。阿富汗卡军服和护耳冬帽所用的材料均为“鱼皮”。

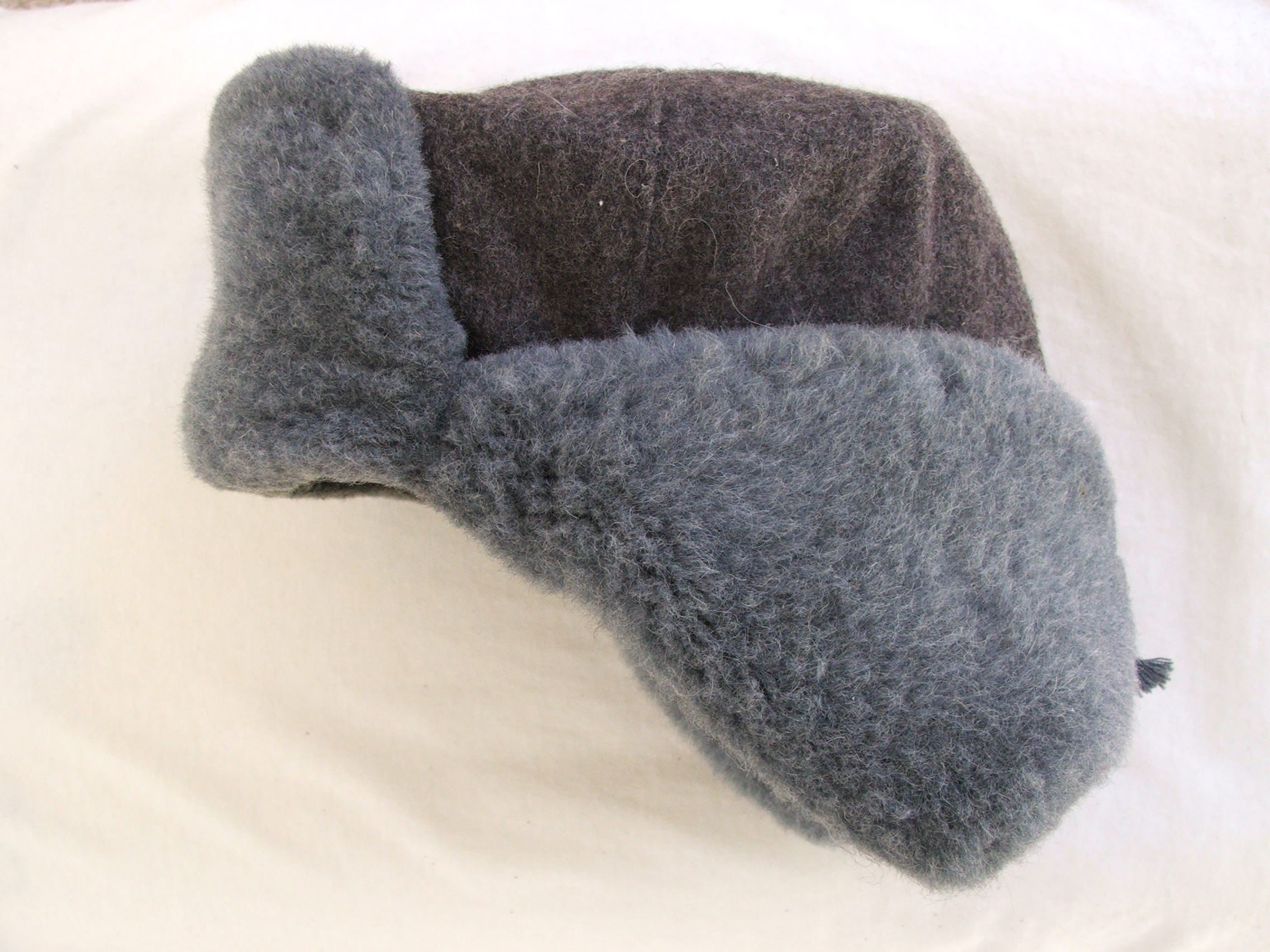
苏军的护耳冬帽

鱼皮大衣（羅馬化：ryby mekh）是一句俄语中的戏谑表达，指质量不好的、不保暖的衣服（特别是冬衣）。在现代也常用来指仿真毛皮，特别是质量很差的假皮草。这个表达来自俄语中的谚语：“穷人的皮袄子是用鱼皮做的”（羅馬化：U bednyaka shuba na rybyem mekhu）。这个表达也进入了乌克兰语中，如（“用鱼的毛皮做的大衣”）。

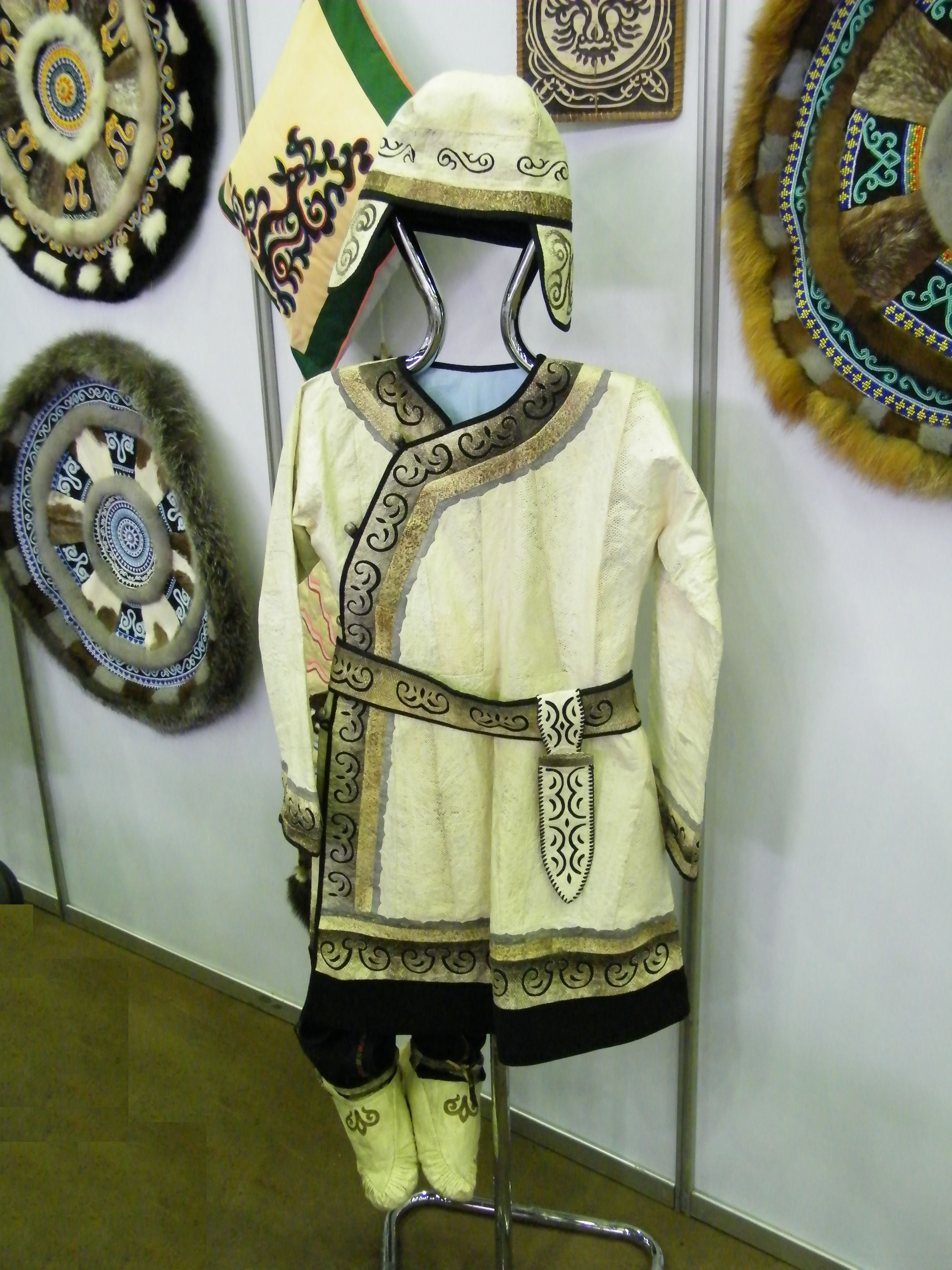
那乃人的鱼皮制男装

此种谚语或表达可能和古代沿河居民以鱼皮制作防水服装有关。古代的伏尔加保加尔人中使用过此种技艺。现代在黑龙江流域的一些民族中，如赫哲人、那乃人等族群中仍保留有以鱼皮制作服饰的习俗。欧洲北部的俄罗斯沿海居民，曾有用鳕鱼皮、黑线鳕鱼皮作服装的配料的风俗。波罗的海沿岸居民传统上也用黑色的鳗鱼皮制作妇女的腰带和皮带。俄国的卡尔梅克人渔民，以前也有用大海鲤皮制作雨衣的习惯，称之为鲤鱼衣（sasan-sarssyn）。
这个表达有时也用于一些制服，如在苏联及俄罗斯的军队中，从1960年代开始广泛使用人工合成的仿真毛皮作为冬装的材料（如在护耳冬帽、衣领及连指手套中），其保暖性能较天然毛皮要差，因此得到了此种戏谑性的称呼。
在亚历山大·索尔仁尼琴的《古拉格群岛》中，使用了“斯大林毛皮”（俄语：Сталинский мех）这一表达，古拉格中的囚犯们用其指称没有任何毛皮的衣物，这一表达很可能出自对“鱼皮大衣”的戏仿。